# ルーシ内戦 (1015年-1019年)
本頁は1015年から1019年にかけてのルーシ（キエフ大公国）における内戦をまとめたものである。この内戦は、1015年にキエフ大公ウラジーミル1世が死亡し、その息子であるスヴャトポルクとヤロスラフの間における後継者争いである。

## 前史
1013年、トゥーロフ公であったスヴャトポルクは、父ウラジーミルに対する、義父のポーランド王ボレスワフ1世の陰謀に加担するが露見し、キエフに幽閉された。また、翌年の1014年には、ノヴゴロド公位にあったヤロスラフが、ノヴゴロドからキエフへ贈るダーニ（貢税）の支払いを拒否すると、エイムンド(ru)、ラグナルの2人を長とするヴァリャーグ部隊を雇って交戦の構えを見せた。これに対し、ウラジーミルは、大規模な懲罰軍を送り込もうとしたが、1015年に死亡した。
ウラジーミルが死んだ後、ウラジーミルの子のうちの1人であるボリスは、スヴャトポルクの放った刺客によって殺害され（ヤロスラフの手によるという説もある）、同じくウラジーミルの子であるグレプ(ru)もまた殺害された。ウラジーミルの子のスヴャトスラフ(ru)はチェコへ亡命したが、やはり殺害された。スヴャトポルクはキエフを押さえ、父ウラジーミルの有したキエフ大公位を得た。ここに、主だった兄弟たちは排除され、キエフのスヴャトポルクと、ノヴゴロドのヤロスラフの対立状態が生じることになった。

## 過程

### リューベチの戦い

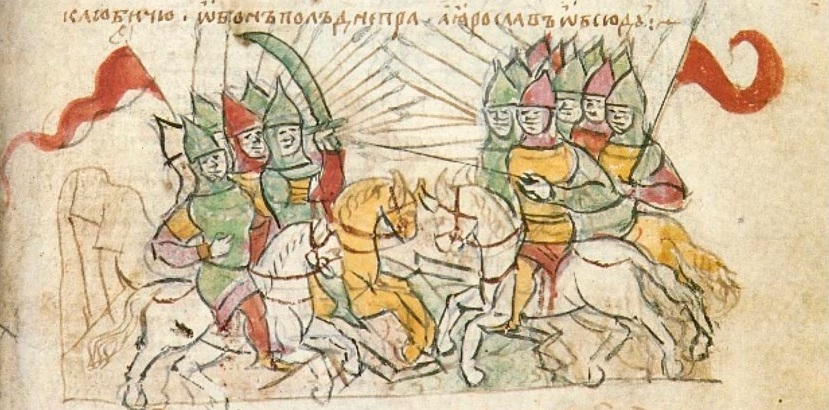
リューベチの戦い（ラジヴィウ年代記）

1016年、ヤロスラフは3000人のノヴゴロド兵と、ヴァリャーグの傭兵隊を率いてキエフへ向かった。一方スヴャトポルクはペチェネグ族の部隊を自陣に加え、これに備えた。両軍はリューベチ付近のドニエプル川河畔で遭遇し、3ヶ月の間対峙した。対峙の間に晩秋となったが、両軍ともに渡河攻撃の機会を得なかった。この対峙は、最終的にはヤロスラフ側の勝利に終わった。合戦において、ペチェネグ部隊は湖に阻まれて、スヴャトポルクの本隊と連携をとることができず、救援に向かうことができなかった。勝利したヤロスラフはキエフ大公を名乗り、ノヴゴロドの人々に褒章を支払った
。スヴャトポルクはポーランドへ逃走した。

### キエフ攻囲戦
1017年、キエフはスヴャトポルクとペチェネグ族に包囲された。なお、B.ルィバコフは、この包囲戦は『エイムンドのサガ』に詳しく記載されているものに相当すると述べている。
スヴャトポルクがキエフに攻め寄せると、城壁に加え、柵や堀が設置されていた。また、攻め手の一部は仕掛けられた罠に陥った。キエフの2つの城壁は開かれたままであり、それぞれヤロスラフのドルジーナ隊と、エイムンドのヴァリャーグ隊が守備していた。攻囲戦の渦中、ペチェネグ隊が都市への侵入に成功したが、やがて駆逐された。転じて、守備隊が要塞から出撃し、スヴャトポルクの旗を奪った。

### ブク川の戦い

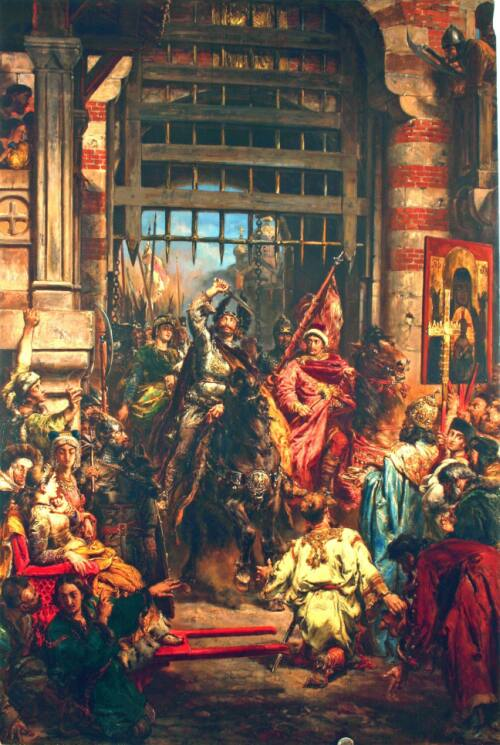
キエフに入るボレスワフ　(ヤン・マテイコ)

1018年、スヴャトポルクの義父であるポーランド王ボレスワフ1世の加勢を得たスヴャトポルクは軍を動かした。対するヤロスラフも軍を起こし、両軍はブク川を挟んで遭遇した。しばらくの対峙の後にヤロスラフは敗れた。
スヴャトポルクはキエフに入り、ポーランド兵を配備した。また、援軍の返礼として、チェルヴェンの諸都市をポーランドに割譲した。（その後、スヴャトポルクとボレスワフは不和となる。）敗北したヤロスラフはノヴゴロドへと敗走し、さらにスウェーデンへの亡命を図ったが、スヴャトポルクからの報復を恐れたノヴゴロドの人々に引き止められ、ノヴゴロドに留まった。そして1019年、ノヴゴロドで編成した新たな軍を率いてキエフに迫った。スヴャトポルクはこれに対応することができず、ペチェネグ族の地に逃げた。キエフ大公位はヤロスラフの手に渡った。

### アリタ川の戦い

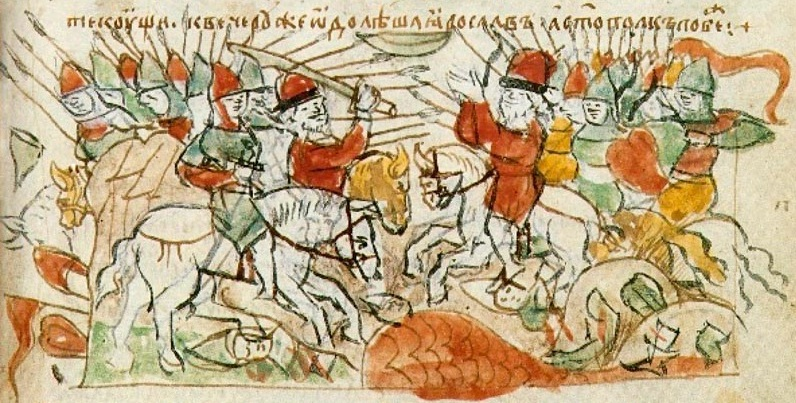
アリタ川の戦い（ラジヴィウ年代記）

同じく1019年、スヴャトポルクとヤロスラフはアリタ川で戦った。年代記は、この戦闘の行われた場所や詳細を記しておらず、かつて2人の兄弟のボリスが殺害された地であることを述べている。スヴャトポルクはベレスチエを越えてチェコへ逃走する途上で病死した。